# 高仁义
高仁义（？—727年），又作高仁，渤海国将领，高氏。
渤海武王大武艺时，高仁义官至宁远将军郎将。武王仁安八年（唐玄宗开元十五年、日本神龜四年、727年）九月，携国书同高齐德、果毅都尉德周等二十四人奉命出使日本，为两国通聘之始。海中遇风，漂流至虾夷境内，他和属下十六人被杀害，高齐德等八人逃走，进入日本平城京。他首开日本道，为渤海国第一任聘日本使。 